# フランツ・ザイトラー
フランツ・ヴィルヘルム・ザイトラー（Franz Wilhelm Seidler、1933年3月2日 - ）は、チェコスロバキア生まれのドイツ軍事史専門の歴史家、作家。ミュンヘン連邦軍大学近現代史名誉教授。研究分野はドイツ軍将校、戦争犯罪、ゲリラ作戦、戦後軍縮について。

## 経歴
幼少期、ザイトラーはチェコスロバキア政府のドイツ人追放により難民として西ドイツに訪れた。
1951年から1956年にかけてルートヴィヒ・マクシミリアン大学ミュンヘン、ケンブリッジ大学、ソルボンヌ大学にて歴史、ドイツ語、英語を学んだ。56年から59年にかけてバーデン＝ヴュルテンベルク州で公務員を務めている。59年から63年にはケルンの軍学校(Bundeswehrfachschule)の副部長、63年から68年にはDepartment of Administration and Lawの顧問を務めた。68年から72年にはミュンヘンの軍幹部候補生学校の科学部長、72年にはローマでNATO防衛大学のシニアコースに在籍した。
73年から引退の98年まではミュンヘン連邦軍大学近で近現代史学教授として勤務。90年代にかけて連邦議会の政党en:CDU/CSUの特別顧問として活動していた。
引退してからは極右出版社Pour le Mérite Verlagからいくつか本を出版している。保守系の新聞フランクフルター・アルゲマイネ・ツァイトゥングの評者は、彼の著作『Phantom der Berge』について「引退してから彼は真面目な歴史研究から遠ざった本を次々と出している。」と書いている。彼の著したフリッツ・トートの伝記はあまりにも肯定的な彼の像を示していると評されている。そしてその記述は新自由主義を反映しているとされる。

## 著作
- Kriegsverbrechen in Europa und im Nahen Osten im 20. Jahrhundert, with Alfred-Maurice de Zayas. Mittler & Sohn, 2002. ISBN 3-8132-0702-1 and ISBN 978-3-8132-0702-6
- Die Wehrmacht im Partisanenkrieg - Militärische und völkerrechtliche Darlegungen zur Kriegsführung im Osten, Selent: Pour le Mérite Verlag, 1999, ISBN 3-932381-04-1
- Verbrechen an der Wehrmacht, Selent: Pour le Mérite Verlag, 1998 und 2000, 2 Bände, ISBN 3-932381-03-3 and ISBN 3-932381-05-X
- Die Militärgerichtsbarkeit der deutschen Wehrmacht 1939–1945, München: Herbig-Verlag 1991. TB 1999: ISBN 978-3-926584-60-1
- Fritz Todt: Baumeister des Dritten Reiches, Herbig, 1986, ISBN 3776614463
- Prostitution, Homosexualität, Selbstverstümmelung. Probleme der deutschen Sanitätsführung 1939–1945. Vowinckel-Verlag, Neckargemünd 1977, ISBN 3-87879-122-4

### 記事
- "Vergewaltigung des Rechts" ("Rape of Justice"), in: Deutsche Militärzeitschrift, 8 December 2010.

## インタビュー
- "Vergewaltigung des Rechts" http://www.volksdeutsche-stimme.de/interviu/seidler_jan2011de.htm